# Randy Point
Der Randy Point (englisch) ist eine felsige Landspitze von King George Island im Archipel der Südlichen Shetlandinseln. Sie liegt etwa auf halbem Weg zwischen den Lajkonik Rocks und den Twin Pinnacles am Westufer der King George Bay.
Polnische Wissenschaftler benannten sie 1999 nach Randall „Randy“ Keller, einem Teilnehmer der von 1990 bis 1991 durchgeführten polnischen Antarktisexpedition. Sie gehört zum besonders geschützten Gebiet Nr. 151.